# Verbascum kochiiforme
Verbascum kochiiforme är en flenörtsväxtart som beskrevs av Pierre Edmond Boissier och Hausskn.. Verbascum kochiiforme ingår i släktet kungsljus, och familjen flenörtsväxter. Inga underarter finns listade i Catalogue of Life.